# نایل بلیک
نایل بلیک (انگلیسی: Nyle Blake؛ زادهٔ ۱۴ مارس ۱۹۹۹) بازیکن فوتبال است.
از باشگاه‌هایی که در آن بازی کرده‌است می‌توان به باشگاه فوتبال منزفیلد تاون اشاره کرد.